# Mochibampo (Álamos)
Mochibampo es una ranchería del municipio de Álamos ubicada en el sureste del estado mexicano de Sonora, cercana a los límites entre los estados de Chihuahua y Sinaloa y a orilla del río Mayo. Según datos del Censo de Población y Vivienda realizado en 2020 por el Instituto Nacional de Estadística y Geografía (INEGI), Mochibampo tiene un total de 221 habitantes. En la localidad se encuentra una población importante de gente indígena guarijío. Algunas de las actividades económicas del lugar el la agricultura temporal y la elaboración de artesanías.
Se encuentra a 91.7 km al noreste de la villa de Álamos, cabecera del municipio, y a 450 km al sureste de Hermosillo, la capital estatal.

## Geografía
Mochibampo se ubica en el sureste del estado de Sonora, en la región norte del territorio del municipio de Álamos, sobre las coordenadas geográficas 27°32'49.3" de latitud norte y 108°51'48.5" de longitud oeste del meridiano de Greenwich, a una altura media de 326 metros sobre el nivel del mar.